# Kantele (Pukkila)
Kantele – wieś w Finlandii, w rejonie Uusimaa, w gminie Pukkila.